# Calm
Calm (latină æquanimitas) este o stare sufletească ce este caracterizată prin stăpânire de sine, sânge rece, tact în acțiuni, în vorbire, pace sufletească, lipsită de frământări. În situații critice rămâne stăpânit, cumpănit, liniștit, potolit, domol, așezat, flegmatic, imperturbabil.
(Adjectiv) (Despore natură) Care se află în stare de liniște deplină. (Despre procese) Care se desfășoară liniștit.
Termenul mai poate însemna (în expresie) timp calm, lipsit de vânt.
(Substantiv) Stare de liniște deplină a atmosferei. Calm ecuatorial = zonă situată între limitele ecuatoriale ale alizeelor cu presiune atmosferică scăzută, temperaturi constante și precipitații zilnice sub formă de averse. Calm plat = stare a mării în care aceasta nu are ondulații.